# Wind Point
Wind Point è un villaggio degli Stati Uniti d'America, situato in Wisconsin, nella contea di Racine.